# Grabación óptica analógica
Grabación óptica analógica es uno de los tres sistemas de grabación analógica de sonido.
El campo de aplicación de la grabación óptica analógica queda delimitado al registro sonoro en el cine.
Se utiliza para grabar el sonido en el mismo soporte que la imagen (en el celuloide), evitándose así los problemas de desincronización que podía sufrir el material si había una rotura en el film. Estas roturas no eran inusuales dado que si el negativo se sobreexponía durante la proyección, se quemaba.
En el método óptico, las vibraciones sonoras son convertidas por un transductor electroacústico (un micrófono) en variaciones de voltaje equivalentes. Después de amplificar la señal eléctrica, en función de la energía eléctrica que recibía, una célula fotoeléctrica (transductor) modificaba el haz de luz bien en tamaño o bien en intensidad. 
Se trataba de un rayo de luz corriente, pues aún no se había inventado el láser.
Las variaciones de la luz se iban registrando sobre el negativo en movimiento, mediante una exposición. Luego se volvía a exponer la imagen y el sonido juntos y todo quedaba registrado en un único negativo, donde imagen y sonido quedaban perfectamente sincronizados.
Cuando se revela la película, junto con la información de imagen, queda el sonido grabado en una pista fotográfica, que será reproducida, simultáneamente junto a la imagen, cuando le llegue la luz del proyector y las variaciones del haz luminoso se transforman en sonido por medio de otro transductor electroacústico (un altavoz).
- Datos: Q17994667